# 関東裸会の唄
関東裸会の唄（かんとうはだかかいのうた）は、関東裸会（関東裸会三羽烏名義）の1stシングル。

## 解説
- フジテレビ系｢とんねるずのみなさんのおかげでした｣内｢関東裸会｣テーマソング。
- PVは、都内撮影スタジオと湯島聖堂で2001年1月26日に撮影された。

## 収録曲
（全作詞：橋貴、全作曲・編曲：後藤次利）
1. 関東裸会の唄
2. 関東裸会音頭